# 31ª Brigata corazzata "Curtatone"
La 31ª Brigata corazzata "Curtatone"  è stata una Grande Unità dell'Esercito italiano.

## Storia
La 31ª Brigata corazzata “Curtatone”  fu creata in seguito alla ristrutturazione dell'Esercito italiano il 21 ottobre 1975  e fu incorporata nella Divisione corazzata "Centauro" del III Corpo d'armata di Milano che inquadrava anche le Brigate meccanizzate "Goito" e "Legnano". La brigata che aveva una forza complessiva di 3.381 uomini (214 ufficiali, 516 sottufficiali e 2.651 soldati di truppa) prendeva il nome in onore della battaglia di Curtatone combattuta il 29 maggio 1848, durante la prima guerra di indipendenza tra l'esercito sardo.piemontese e quello austriaco.
La brigata "Curtatone" stanziava con tutti i suoi reparti in Piemonte precisamente a Novara, Vercelli e Bellinzago Novarese.
Il 1º novembre 1986 la Brigata “Curtatone” venne sciolta a seguito dell'abolizione del livello divisionale, e per trasformazione venne creata a Novara la 31ª Brigata corazzata "Centauro".

## I reparti
- Reparto Comando e Trasmissioni stanziato a Bellinzago Novarese, caserma “Valentino Babini”.
- 28º Battaglione bersaglieri "Oslavia" stanziato a Bellinzago Novarese.
- 1º Battaglione carri "M.O. Cracco" stanziato a Bellinzago Novarese.
- 101º Battaglione carri "M.O.Zappalà" stanziato a Bellinzago Novarese.
- 9º Gruppo artiglieria da campagna semovente “Brennero” stanziato a Vercelli, caserma "Aldo Maria Scalise".
- Battaglione logistico "Curtatone"  stanziato Bellinzago Novarese.
- Compagnia controcarri "Curtatone" stanziata a Bellinzago Novarese.
- Compagnia genio pionieri "Curtatone" stanziata a Novara, caserma Ugo Passalacqua.